# Samson Kitur
Samson Kitur (Eldoret, Kenia, 25 de febrero de 1966-25 de abril de 2003) fue un atleta keniano, especializado en la prueba de 400 m en la que llegó a ser medallista de bronce mundial en 1993.

## Carrera deportiva
En el Mundial de Stuttgart 1993 ganó la medalla de bronce en los 400 metros, corriéndolos en un tiempo de 44.54 segundos, tras los estadounidenses Michael Johnson y Butch Reynolds. Y también ganó la plata en los relevos 4x400 metros, tras Estados Unidos y por delante de Alemania.